# Преступная семья
Преступная (криминальная) семья или просто «семья» — подразделение синдиката организованной преступности, в частности мафии (как сицилийской, так и американской), которая часто действует на определённой территории. В своём самом строгом смысле семья (или клан) — это преступная банда, действующая либо на унитарной основе, либо как организованное объединение более мелких группировок (например, ячеек, фракций и так далее). В свою очередь, семья может быть единственным «предприятием» или частью более крупного синдиката или картеля. Этот тип криминальной организации типичен для сицилийской мафии и произошедшей от неё американской, а также для калабрийской ндрангеты.
Итальянская энциклопедия Треккани даёт следующее определение слова «семья» (итал. famiglia):
На жаргоне мафии — мафиозная ассоциация, обычно состоящая из членов, родственников и друзей одной и той же семьи, которая представляет собой группу непосредственно под коской.

## Происхождение
Термин происходит от сицилийской мафии. В сицилийском языке для обозначения клана также используется слово cosca — венец колючих, близко сложенных листьев на растениях, таких как артишок или чертополох, которые символизирует тесную связь между мафиози. При зарождении мафии первоначально независимые группы бандитов объединялись в ассоциации, которые со временем стали более организованными, и они приняли термин, основанный на обоих его значениях. Поскольку мафия была импортирована в США в конце XIX века, английский перевод слова cosca был ближе к понятиям клан или семья. Близкое значение имеет слово «ндрина», которым обозначают кланы в калабрийской ндрангете, обычно состоящие из кровных родственников.
Этот термин может привести к путанице, особенно в массовой культуре и Голливуде, поскольку в самом истинном смысле криминальные семьи не обязательно являются настоящими семьями, члены которые оказались поголовно вовлёченными в преступную деятельность, и не обязательно основаны на кровном родстве. В Сицилии и Америке большинство боссов мафии не являются прямыми потомками или близкими родственниками своих предшественников. Такие фильмы, как «Крестный отец» и «Принцесса мафии» подчёркивают эту путаницу.
Тем не менее, термин получил широкое распространение и стал привычным, как в массовой культуре, так и в правоохранительных органах, и в конечном итоге стал использоваться для описания отдельных единиц не только сицилийских гангстеров, но и тех, чьё происхождение лежит в других частях Италии (например, вышеупомянутая ндрангета, неаполитанская каморра, апулийская Сакра Корона Унита).
Иногда этот термин используется для описания отдельных единиц преступных синдикатов неитальянского происхождения, таких как ирландская мафия, японские якудза, китайские тонги и триады, индийская мафия, латиноамериканские наркокартели, чеченская мафия, русская мафия, мальтийская мафия. Некоторые из этих организаций, например, ндрангета, также могут быть организованы по принципу кровного родства.

## В массовой культуре
В массовой культуре встречаются различные упоминания о таком типе криминальной организации как семья. Обыватели, знавшие о мафии только по газетным статьям и криминальным фильмам, смогли лучше понять структуру мафии благодаря романам, таким как «Крёстный отец» Марио Пьюзо, который показывает иерархические структуры мафиозной семьи. Ещё один роман такого рода — «Умник: жизнь в мафиозной семье» Николаса Пиледжи, в котором рассказывается история гангстера Генри Хилла, близкого к нью-йоркской семье Луккезе, а затем ставшего информатором полиции.